# Amaranthus hybridus
Amaranthus hybridus es una especie herbácea perteneciente a la familia Amaranthaceae.

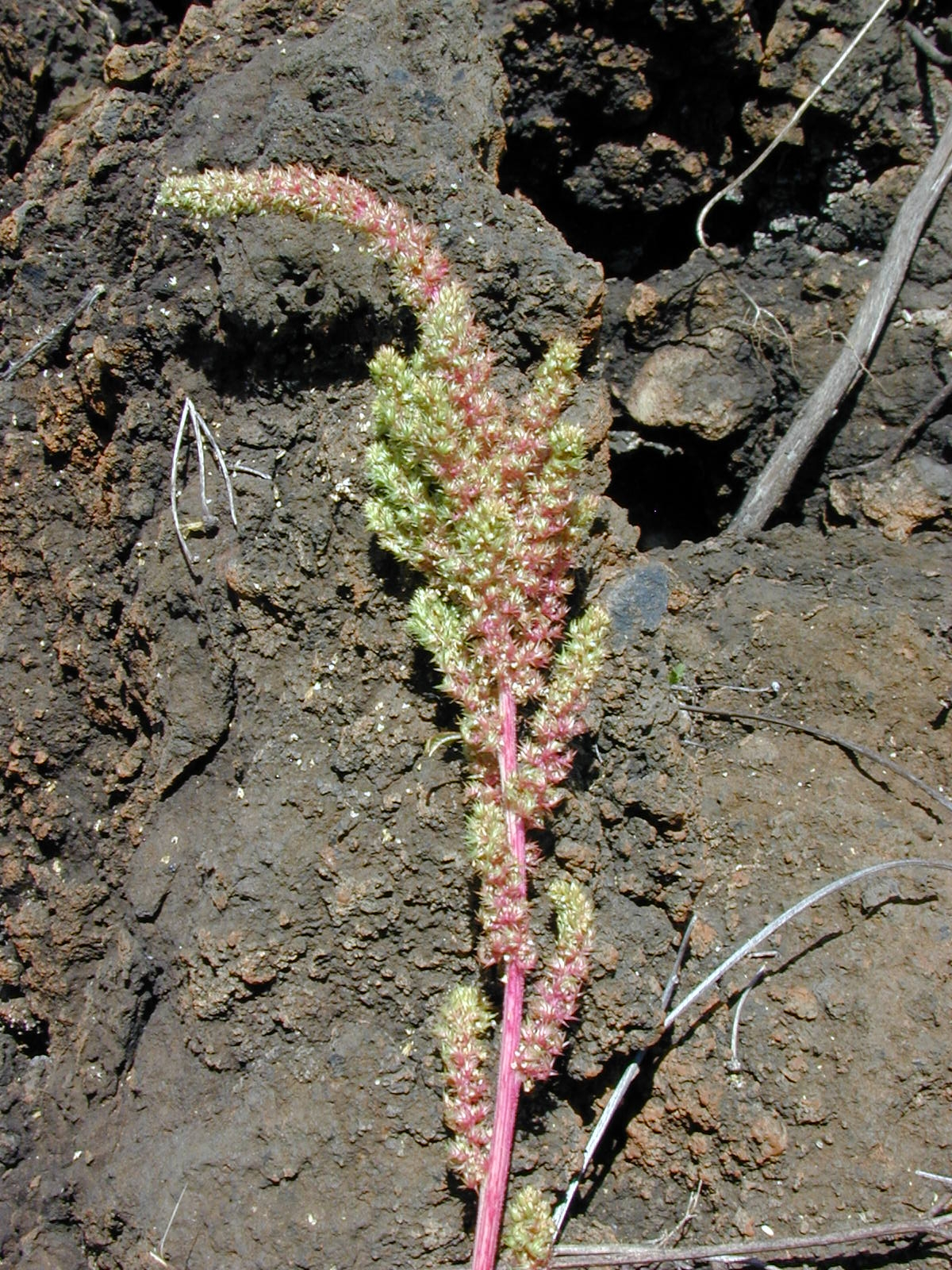
Inflorescencia

## Descripción
Es una hierba anual, con tallos erectos, glabros abajo, tornándose subglabros o escasamente pubescentes hacia arriba con tricomas de hasta 1 mm de largo, muy delgados e irregularmente doblados; monoicas. Hojas acuminadas o agudas hacia el ápice con la punta obtusa, glabras, escasamente pubescentes sólo en los nervios, con tricomas delgados e irregularmente doblados. Cimas frecuentemente con un número reducido de ramitas, inflorescencia compacta, partes espiciformes terminales en el tallo, en las ramas y en las axilas de las hojas superiores caulinares, las terminales con muchas ramas laterales con cimas densamente agregadas, cimas superiores de las partes compactas con 1–4 flores estaminadas, bráctea angostamente triangular o angostamente ovada, 2.5–3 mm de largo, casi hialina, nervio principal largamente excurrente, bractéolas más largas que las flores, las 2 inferiores angostamente ovadas con el nervio principal fuerte, las superiores similares; flores estaminadas con 5 tépalos desiguales, ampliamente lanceolados, algo cimbiformes, el más largo 2.5–2.9 mm de largo, los otros 2–2.3 mm de largo, más anchos cerca de la mitad, acuminados en el ápice, filamentos 0.7–1.4 mm de largo, anteras 0.8–1 mm de largo; flores pistiladas con 5 tépalos desiguales, membranáceos; estigmas (2) 3, 0.5–0.7 mm de largo. Utrículo escarioso y delgado, frecuentemente liso o algo rugulado sólo en la mitad superior, circuncísil; semilla lenticular, 0.9–1.1 mm de diámetro, muy finamente reticulada, café obscura lustrosa.

## Distribución y hábitat
Esta especie se distribuye en las regiones tropicales y subtropicales y parte de las regiones templadas del mundo. Consta de dos subespecies, una de las cuales es cultivada.

## Propiedades
Al quelite se le emplea con frecuencia en problemas del aparato digestivo. En México el Distrito Federal se utiliza contra el dolor de estómago, y en Sonora contra la diarrea, para lo cual se aconseja usar hojas y ramas. En casos de corajes, muinas o bilis, se prepara una infusión o se restriega la planta en agua junto con las de sauco (Sambucus mexicana), hierba dulce (Lippia dulcis), mano de tigre (Geranium seemannii), hierba del golpe (Oenothera rosea), tomate (Physalis aequata), lima chichona (Citrus limetta), malva chiquita (Malva multifida), hierba de la garrapata (C. subulata), hierba mora (Solanum americanum), escoba (Sida rhombifolia), violeta (Anoda cristata), quelite de puerco (Amaranthus sp.), tomate ratón (Solanum douglasii), espinoso (Sechium edule), estafiate (Artemisia ludoviciana subsp. mexicana), recia (Bidens pilosa); se toma como agua de tiempo, aunque también puede aplicarse como baño. A veces se le agrega chilla (S. multirramea), malabar (B. elliptica), hoja vidriosa (Kalanchoe pinnata) y ricino (Ricinus communis) pero solo cuando se le va a ocupar en baños (Puebla).
 Aviso médico
Además, se hace uso de esta planta en irritación de la boca y la garganta, hemorragias intestinales, menstruación excesiva, leucorrea e infecciones de la piel.

## Taxonomía
Amaranthus hybridus fue descrita por Carlos Linneo y publicado en Species Plantarum 2: 990. 1753.
- El Amaranthus hybridus descrito por Vell. es el Amaranthus cruentus de  L.

Citología
Número de cromosomas de Amaranthus hybridus (Fam. Amaranthaceae) y táxones infraespecíficos: 2n=32
Etimología
amaranthus: nombre genérico que procede del griego amaranthos, que significa "flor que no se marchita".
hybridus: epíteto latino que significa "híbrido".
Sinonimia
NOTA: Los nombres que presentan enlaces son sinónimos en otras especies: 
|  | - Amaranthus batalleri - Amaranthus bellardi - Amaranthus berchtholdi - Amaranthus catechu - Amaranthus cathecu - Amaranthus chlorostachys var. hybridus - Amaranthus eugenii - Amaranthus flavescens - Amaranthus hecticus - Amaranthus hybridus subsp. incurvatus - Amaranthus hybridus var. batalleri - Amaranthus hybridus var. bellardii - Amaranthus hybridus var. densus - Amaranthus hybridus var. hecticus - Amaranthus hybridus var. hybridus - Amaranthus hybridus var. incurvatus - Amaranthus hybridus var. laetus - Amaranthus hybridus var. paniculatus - Amaranthus hybridus var. prostratus - Amaranthus hybridus var. rubricaulis - Amaranthus incurvatus - Amaranthus laetus - Amaranthus neglectus - Amaranthus nepalensis - Amaranthus paniculatus var. sanguineus - Amaranthus patulus subsp. incurvatus - Amaranthus patulus var. multispiculatus - Amaranthus retroflexus var. hybridus - Galliaria hybrida |

## Nombres comunes
- Castellano: amaranto, bledo, bleo, breo, cenizo, ledos, moco de pavo.[8] En México: quelite blanco, quelite bueno, quintonil, quintonil blanco, quintonil grande, quintonile, yerba meona;

## Estudios
- Intoxicación espontánea por Amaranthus hybridus (Amaranthaceae) en bovinos en el sur de Rio Grande do Sul (Brasil).

Se ha descrito un brote de intoxicación por Amaranthus hybridus ocurrido en bovinos en febrero / marzo de 2013 en la región sur de Rio Grande do Sul. La morbosidad de fue del 48,33%, la mortalidad del 41,66% la letalidad del 86,20%. El diagnóstico de la intoxicación por A. hybridus se basó en datos epidemiológicos, signos clínicos, hallazgos de necropsia y lesiones histológicas características de la intoxicación por plantas nefrotóxicas y por la presencia de la planta en gran cantidad en el área donde estaban los bovinos.